# Monacrosporium haptotylum
Monacrosporium haptotylum är en svampart som först beskrevs av Drechsler, och fick sitt nu gällande namn av Xing Z. Liu & K.Q. Zhang 1994. Monacrosporium haptotylum ingår i släktet Monacrosporium och familjen vaxskålar.   Inga underarter finns listade i Catalogue of Life.